# میرتل‌تاون (کالیفرنیا)
میرتل‌تاون (به انگلیسی: Myrtletown) یک منطقهٔ مسکونی در ایالات متحده آمریکا است که در شهرستان هامبولت، کالیفرنیا واقع شده‌است. میرتل‌تاون ۵٫۶۵۰ کیلومتر مربع مساحت و ۴٬۶۷۵ نفر جمعیت دارد و ۳۴ متر بالاتر از سطح دریا واقع شده‌است.